# William Chatterton Dix

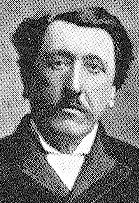
William Chatterton Dix

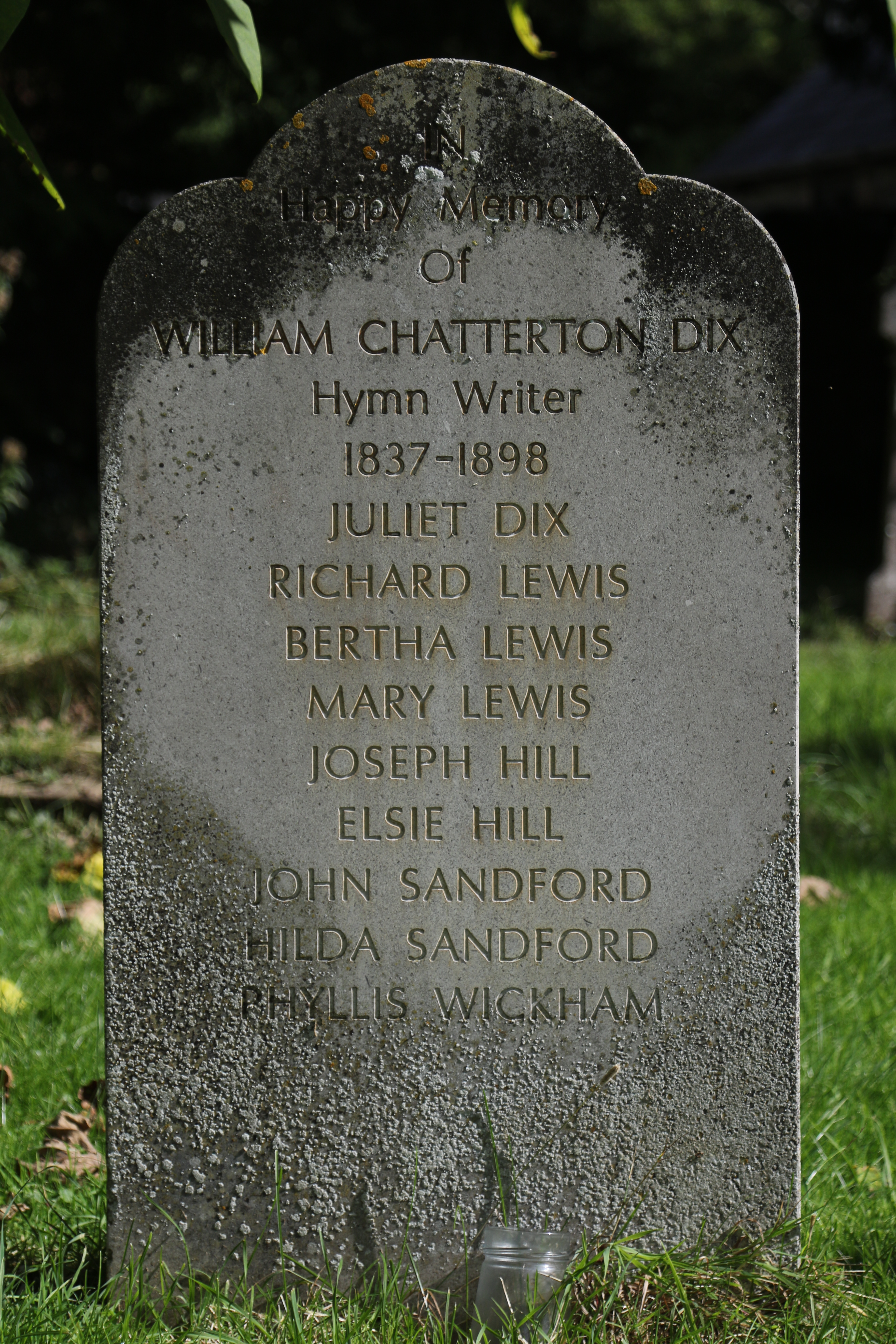
Grab von William Chatterton Dix und Angehörigen auf dem Kirchhof der St. Andrew’s Church, Cheddar

William Chatterton Dix (* 14. Juni 1837 in Bristol; † 9. September 1898 in Cheddar (Somerset)) war ein britischer Kirchenlieddichter. Bekannt sind unter anderem seine Weihnachtslieder The Manger Throne, As with Gladness Men of Old  und What Child Is This?, eine Kontrafaktur von Greensleeves.

## Leben
William Chatterton Dix war ein Sohn des Chirurgen John Dix, der als Autor die Biographie The Life of Chatterton und das Buch Pen Pictures of Popular English Preachers veröffentlichte. Sein Vater gab ihm seinen zweiten Vornamen Chatterton zu Ehren des britischen Dichters Thomas Chatterton, über den er eine Biografie verfasst hatte. William Chatterton Dix absolvierte an einer Grammar School in Bristol eine  kaufmännische Ausbildung und wurde Manager einer Seeversicherungsgesellschaft in  Glasgow, wo er dann eine Vielzahl an Jahren lebte.
Von ihm verfasste Hymnen finden sich bis ins 20. Jahrhundert in den meisten Gesangbüchern. Er schrieb auch Lieder in metrisch gebundener Form auf der Grundlage von Richard Frederick Littledales Übersetzungen aus dem Griechischen in dessen Offices of the Holy Eastern Church und von John Medows Rodwells Übersetzungen abessinischer Hymnen.
William Chatterton Dix erkrankte im Alter von 29 Jahren schwer an einer fast tödlichen Krankheit und war daher monatelang ans Bett gefesseln. Während dieser Zeit litt er unter schweren Depressionen. Die Romanautorin und Schriftstellerin Gertrude Dix war seine Tochter. Er starb am 9. September 1898 im Alter von 61 Jahren.